# Де-цзун (династія Тан)
Де-цзун (кит.: 德宗; піньїнь: Dézōng), особисте ім'я Лі Ко (кит.: 李适; піньїнь: Lǐ Kuò; 27 травня 742 — 25 лютого 805) — дванадцятий імператор династії Тан у 779–805 роках.

## Життєпис
Народився 27 травня 742 році у родині Лі Чу, майбутнього імператора Дай-цзуна. Отримав ім'я Лі Ко. Час його навчання прийшовся на заколот Ань Лушаня у 755—757 роках. Згодом разом з дідом і батьком брав участь у придушенні залишків цього повстання. У 764 році він став спадкоємцем трону. Лі Ко активно впливав на політику, намагаючись допомогти імператору в приборканні військових губернаторів (цзєдуши).
У 779 році під час хвороби Дай-цзуна спочатку стає регентом, а того ж року після смерті останнього оголошується імператором Де-цзуном.
Із самого початку почав боротися з корупцією, яка набула загрозливих форм при попередникові. Було заслано канцлера Чан Гуна та генерал Го Циї. Також значно скоротив видатки на імператорський двір. Скасував практику, коли військові губернатори замість податків надсилали з провінцій данину. У 780 році переглянув систему податків: замість численних було впроваджено 2 податки, так звана система двох податків. Один податок збирався з усіх родин в залежності від їх розміру й майна. Другий — з землі, що обороблялася. Вони поширювалися не лише на селян, а й на всіх землевласників та орендарів. Розмір їх коливався в залежності від провінції. Збиралися ці податки у 2 частинах: влітку та восени. Одна частина спрямовувалася центральному уряду, друга — провінціям.
Де-цзун став проводити політику щодо скасування практики успадкування військових губернаторств. До 783 року вона в цілому була успішною. Тоді ж повстали найвпливовіші цзєдуши Чжу Сі, Лі Хуайгуань, Лі Сілі. Спочатку вони захопили столицю Чан'ань, а імператор змушений був тікати. Завдяки своєму синові Лі Суну Де-цзун зрештою придушив заколот. Проте події тривали до 786 року.
В подальшому політика Де-цзуна зводилася, з одного боку, до оборони проти нападів кочовиків у Туркестані та Ордосі, з другого, до зменшення влади військових губернаторів. Але він не зміг тут досягти остаточного успіху. Помер імператор Де-цзун 25 лютого 805 року.